# Maciste nella gabbia dei leoni
Maciste nella gabbia dei leoni è un film del 1926, diretto da Guido Brignone.

## Trama
Questa volta Maciste viene mandato in Africa con l'inganno da un gruppo di tirapiedi comandati da un certo Strasser. L'incarico dell'eroe è di trovare e catturare un gruppo di leoni per il Circo Pommer e nell'impresa s'innamora anche della bella Seida. Quando ritorna scopre che Strasser ha ordito un complotto per impadronirsi del circo.